# Zhejiang Huayou Cobalt
Zhejiang Huayou Cobalt est une entreprise minière chinoise spécialisée dans l'extraction du cobalt.

## Histoire
En 2020, Zhejiang Huayou Cobalt est le premier producteur de cobalt au monde.
En décembre 2021, Zhejiang Huayou Cobalt annonce l'acquisition de la mine de lithium d'Arcadia situé au Zimbabwe pour 422 millions de dollars. 